# MSV Duisburg II
Der MSV Duisburg II (bis 2005 und ab 2023 MSV Duisburg Amateure) ist die zweite Fußballmannschaft des MSV Duisburg. Sie war zeitweise eine U-23-Mannschaft, spielte unter anderem in der viertklassigen Regionalliga West sowie der fünftklassigen Oberliga Niederrhein und trug ihre Heimspiele im Stadion Meiderich aus. Die Mannschaft wurde zum Saisonende 2015/16 vom Spielbetrieb abgemeldet.
Zur Saison 2023/24 wird die Mannschaft erneut zum Spielbetrieb gemeldet und startet in der niedrigsten Spielklasse des Fußballverband Niederrhein, der Kreisliga C.

## Geschichte

### Anfänge und schneller Aufstieg (1958–1970)
Die zweite Mannschaft des MSV wurde 1958 von den Verantwortlichen des damals noch unter dem Namen Meidericher SV antretenden Klubs ins Leben gerufen. Hintergrund ihrer Einführung war die Tatsache, dass der Verein viele aussichtsreiche Talente verlor, deren spielerische Klasse nicht für eine direkte Aufnahme in die Oberligamannschaft reichte. Allerdings trug sie in der nachfolgenden Zeit nur Freundschaftsspiele aus, da man sich gegen eine Meldung für den Spielbetrieb entschied. Diese erfolgte am 30. Juni 1959 unmittelbar vor Fristende, sodass die Amateure zur Spielzeit 1959/60 erstmals Pflichtspiele absolvieren konnten. Sie starteten in der am unteren Ende des Ligensystems angesiedelten dritten Kreisklasse und stiegen in den ersten Jahren regelmäßig auf.
1962 kam es gegen den Lokalrivalen DJK Lösort-Meiderich zu einem Entscheidungsspiel um den Aufstieg in die damals viertklassige Landesliga, bei dem Horst Gecks zum 1:0-Sieg des MSV traf. Ebenjener Gecks schaffte ein Jahr darauf den Sprung in die erste Mannschaft und wurde 1964 mit Meiderich deutscher Vizemeister. Während die Profis in den ersten Bundesligajahren von sich reden machen konnten, wurde auch die Amateurmannschaft unter der Ägide von Trainer Wilhelm Schmidt immer stärker. Die Zweitvertretung des 1967 in MSV Duisburg umbenannten Klubs erreichte 1968 durch einen erneuten Aufstieg die Verbandsliga Niederrhein, die im damaligen System die dritthöchste Spielklasse darstellte. Zwei Jahre konnte sich die Mannschaft in dieser Liga halten, bevor es 1970 zum Wiederabstieg kam. Damit endete die einzige Phase, in der sie der dritthöchsten Liga angehörte.

### Absturz und langsame Erholung (1970–1988)
Die schwierige finanzielle Lage beim Bundesligisten aus Duisburg veranlasste dessen Präsident Wilhelm Tiefenbach im Anschluss an den Abstieg aus der Verbandsliga, die Geldmittel der Amateurmannschaft drastisch zu kürzen. Dies führte zu einem Abwandern der Leistungsträger und zum Versuch eines Neuaufbaus, für den mit Herbert Bella ein Spieler des Teams zum Trainer gemacht wurde. Bella konnte jedoch nicht verhindern, dass es in den frühen 1970er-Jahren zum freien Fall kam und die Reserve des MSV bis in die 2. Kreisklasse stürzt. Erst dort kann sie sich ab 1974 stabilisieren und zwei Jahre darauf zumindest in die höchste Kreisklasse aufsteigen.
Der sportliche Niedergang hatte zur Folge, dass die Reserve nicht mehr zur weiteren Ausbildung talentierter Jugendspieler genutzt wurde, da ein Aufenthalt in der Kreisklasse ohne nennenswerte Bezahlung für diese entsprechend unattraktiv war. Es folgten Jahre, in denen diese Situation bestehen blieb und der Zweitauswahl kaum Beachtung geschenkt wurde. Erst 1985 ging es mit dem Aufstieg in die Bezirksliga wieder weiter nach oben. 1988 gelang die Qualifikation für die fünftklassige Landesliga, womit die Basis für eine Umgestaltung der Mannschaft gelegt war.

### Stabilisierung im oberen Amateurbereich (1988–2005)
| Saison  | Liga                     | Level | Platz | Tore  | Punkte |
| ------- | ------------------------ | ----- | ----- | ----- | ------ |
| 1988/89 | Landesliga, Gr. 3        | V     | 9.    | 43:44 | 30:30  |
| 1989/90 | Landesliga, Gr. 3        | V     | 3.    | 67:40 | 35:25  |
| 1990/91 | Landesliga, Gr. 3        | V     | 2.    | 41:14 | 40:20  |
| 1991/92 | Landesliga, Gr. 3        | V     | 1.    | 57:28 | 44:16  |
| 1992/93 | Verbandsliga Niederrhein | IV    | 3.    | 60:32 | 38:22  |
| 1993/94 | Verbandsliga Niederrhein | IV    | 7.    | 52:34 | 36:28  |
| 1994/95 | Verbandsliga Niederrhein | V     | 10.   | 46:57 | 26:34  |
| 1995/96 | Verbandsliga Niederrhein | V     | 9.    | 53:48 | 42     |
| 1996/97 | Verbandsliga Niederrhein | V     | 3.    | 64:37 | 52     |
| 1997/98 | Verbandsliga Niederrhein | V     | 3.    | 60:34 | 54     |
| 1998/99 | Verbandsliga Niederrhein | V     | 1.    | 74:34 | 63     |
| 1999/00 | Oberliga Nordrhein       | IV    | 8.    | 50:41 | 45     |
| 2000/01 | Oberliga Nordrhein       | IV    | 7.    | 43:38 | 50     |
| 2001/02 | Oberliga Nordrhein       | IV    | 12.   | 75:79 | 44     |
| 2002/03 | Oberliga Nordrhein       | IV    | 17.   | 38:58 | 28     |
| 2003/04 | Verbandsliga Niederrhein | V     | 2.    | 72:39 | 55     |
| 2004/05 | Oberliga Nordrhein       | IV    | 9.    | 54:66 | 42     |

Die Aufgabe, aus der Amateurmannschaft wieder eine echte Talentschmiede zu formen, wurde vom im Aufstiegsjahr 1988 angetretenen Präsidenten Dieter Fischdick übernommen. Zu seinem Konzept zählte nicht nur die finanzielle Förderung, sondern auch die Einberufung namhafter Trainer. 1989 übernahm mit Ewald Lienen ein noch aktiver Profi aus der ersten Mannschaft dieses Amt und begann damit nicht nur eine erfolgreiche Laufbahn als Coach, sondern führte die zweite Mannschaft 1992 zudem in die mittlerweile nur noch viertklassige Verbandsliga, aus der sie sich 22 Jahre zuvor verabschiedet hatte. Nach dem Aufstieg etablierte sich das Team, das neben Talenten auch eine Reihe älterer Spieler enthielt, sofort in der neuen Liga, verpasste 1994 unter Trainer Heinz Werner aber als Tabellensiebter und mit sechs Punkten Rückstand auf SuS 09 Dinslaken die Qualifikation für die neu strukturierte Oberliga Nordrhein, wodurch die Verbandsliga zur fünfthöchsten Spielklasse abgewertet wurde. In den späten 1990er-Jahren gehörte die Elf immer wieder zur Spitzengruppe und schaffte 1999 unter Fred Bockholt als Meister den seit langem angepeilten Aufstieg in die Oberliga.
Nach dem erreichten Sprung in die Oberliga Nordrhein bestanden keine Anpassungsschwierigkeiten und die Amateure ordneten sich im Tabellenmittelfeld ein. 2002 wurde mit Bernard Dietz ein Europameister von 1980 als neuer Trainer vorgestellt, doch er erlebte ein schwieriges erstes Jahr und musste am Saisonende 2002/03 den Abstieg hinnehmen. Als Zweitplatzierter der Verbandsliga wurde im darauffolgenden Jahr der direkte Wiederaufstieg erreicht und im Anschluss daran fanden die Amateure des MSV wieder ihren Platz im Tabellenmittelfeld.

### Fokussierung auf die Nachwuchsarbeit (2005–2016)
| Saison  | Liga                 | Level | Platz | Tore  | Punkte |
| ------- | -------------------- | ----- | ----- | ----- | ------ |
| 2005/06 | Oberliga Nordrhein   | IV    | 10.   | 51:83 | 41     |
| 2006/07 | Oberliga Nordrhein   | IV    | 5.    | 61:58 | 53     |
| 2007/08 | Oberliga Nordrhein   | IV    | 7.    | 74:62 | 49     |
| 2008/09 | NRW-Liga             | V     | 7.    | 63:63 | 53     |
| 2009/10 | NRW-Liga             | V     | 11.   | 58:56 | 44     |
| 2010/11 | NRW-Liga             | V     | 8.    | 39:42 | 44     |
| 2011/12 | NRW-Liga             | V     | 3.    | 67:30 | 65     |
| 2012/13 | Regionalliga West    | IV    | 19.   | 33:68 | 34     |
| 2013/14 | Oberliga Niederrhein | V     | 5.    | 84:49 | 68     |
| 2014/15 | Oberliga Niederrhein | V     | 5.    | 72:42 | 52     |
| 2015/16 | Oberliga Niederrhein | V     | 13.   | 50:42 | 43     |

Zu Beginn der Spielzeit 2005/06 trat mit der U-23-Regelung eine Reform in Kraft, die eine sehr starke Ausrichtung der Zweitvertretungen auf die Ausbildung junger Spieler vorsah. Dazu führte sie zur Umbenennung der vormaligen MSV Duisburg Amateure in MSV Duisburg II. Beim im selben Jahr in die Bundesliga zurückgekehrten MSV wurden die Vorgaben konsequent umgesetzt, sodass fortan fast ausschließlich Spieler, die am Anfang einer möglichen Profilaufbahn standen, in ihr zum Einsatz kamen. In der Saison 2007/08 qualifizierten sich die Talente für die neu geschaffene NRW-Liga und gehörten in dieser eher zum Mittelmaß, bevor 2011 mit Djuradj Vasic ein neuer Trainer verpflichtet wurde. Unter Vasic wurde 2011/12 der dritte Tabellenplatz erreicht, womit die Reservemannschaft zu den direkten Aufsteigern in die umgestaltete viertklassige Regionalliga West zählte. Auf diesem Niveau konnte sie sich allerdings nicht halten und musste 2013 als Vorletzter den Gang in die Oberliga Niederrhein antreten.
Im Mai 2016 gab der MSV bekannt, zum Saisonende die U-23-Mannschaft vom Spielbetrieb zurückziehen zu wollen.

### Zurück zu den Wurzeln (ab 2023)
Die Abmeldung der zweiten Mannschaft vom Spielbetrieb im Jahre 2016 stieß auf wenig Zustimmung bei den Mitgliedern und den Fans, sodass der Ruf nach einer erneuten Meldung zum Spielbetrieb seit jeher bestand. Zur Saison 2023/24 meldet der MSV nun wieder eine Zweitvertretung, welche in der niedrigsten Klasse des niederrheinischen Amateurfußballs startet. Die Mannschaft wird ausschließlich aus Fans des MSV bestehen. Die Spieler erhalten kein Gehalt oder Prämien. Dem MSV sollen durch Gründung der Mannschaft keine direkten Kosten sowie kein zusätzlicher Aufwand entstehen. So wird sich das Team selbst organisieren und sich auch finanziell selbstständig tragen. Die Mannschaft wird ihre Heimspiele im MTV-Stadion in der Bezirkssportanlage Warbruckstraße, der Spielstätte des MTV Union Hamborn 02 austragen.

## Erfolge

### Meilensteine in der Liga
- Aufstieg in die Verbandsliga: 1968, 1992
- Aufstieg in die Oberliga: 1999, 2004
- Aufstieg in die Regionalliga: 2012

### Im Pokal
In der Vergangenheit nahm die Reserve des MSV regelmäßig am Kreispokal teil und konnte sich auf diesem Wege regelmäßig für den Niederrheinpokal qualifizieren. Letztmals konnte sie im Rahmen dieses Wettbewerbs in der Spielzeit 2002/03 auf sich aufmerksam machen, als der Einzug ins Niederrheinpokal-Halbfinale gelang, auch wenn dieses mit 0:5 gegen die SSVg Velbert verloren ging. Ein Finalsieg hätte eine Teilnahme am DFB-Pokal mit sich gebracht, zu der es allerdings nie kam. Angesichts der Tatsache, dass zweiten Mannschaften mit Wirkung zur Saison 2008/09 vom DFB-Pokal ausgeschlossen wurden, wurde 2006/07 die Teilnahme am Kreis- und Verbandspokal eingestellt. Das letzte Pokalspiel der Zweitvertretung wurde am 16. Mai 2006 gegen den TSV Heimaterde Mülheim ausgetragen und endete mit einer 0:1-Niederlage.

## Ehemalige Spieler
Nachfolgend genannt sind einige Spieler, die als Profis erfolgreich waren bzw. sind und gleichzeitig auf eine feste Zugehörigkeit zur zweiten Mannschaft zurückblicken können.
| - Alon Abelski - Sebastian Backer - Michael Bella - Adam Bodzek - Mirko Boland - Marius Ebbers | - Horst Gecks - Kevin Grund - Dirk Heinzmann - Joachim Hopp - Gökan Lekesiz - Babacar M’Bengue | - Rüdiger Mielke - Sascha Mölders - Roland Müller - Tanju Öztürk - Thomas Puschmann - Geoffrey Roman | - Rainer Schümann - Franz-Josef Steininger - Simon Terodde - Athanasios Tsourakis - Günter Wienhold - Carsten Wolters |

Als Rekordspieler der Mannschaft gilt Herbert Bella, der jüngere Bruder des Nationalspielers und langjährig für den MSV in der Bundesliga aktiven Michael Bella. Er gehörte dem Team ab 1961 an und blieb ihm für ein volles Jahrzehnt lang treu, zuletzt in einer Doppelfunktion als Spielertrainer. Weil die Daten aus den Anfangsjahren der Amateure lückenhaft sind, ist die genaue Zahl der Einsätze nicht bekannt. Für die erste Mannschaft des MSV oder eines anderen Profiklubs kam er allerdings nie zum Einsatz. Mit Franz-Josef Steininger und Tanju Öztürk gab es hingegen auch Akteure, die neben einer beachtlichen Laufbahn im Profifußball mehr als 100 Mal für die zweite Auswahl auf dem Platz standen. Ebenfalls bemerkenswert ist die Laufbahn des Torwarts Rainer Rissel, der nach langjähriger Zugehörigkeit zur Mannschaft doch noch den Sprung in den Profikader schaffte und 40-jährig zu seinem ersten und einzigen Zweitligaeinsatz kam.

## Spielstätten
Ihre Heimspiele trug die zweite Mannschaft des MSV Duisburg üblicherweise im Stadion Meiderich aus, das in das Trainingszentrum des Vereins an der Westender Straße im Ortsteil Meiderich integriert ist. Es verfügt über einen Naturrasenplatz und bietet Platz für bis zu 5.000 Zuschauer, allerdings wurde bei Risikospielen die schauinsland-Reisen-Arena als alternativer Austragungsort genutzt. Das Stadion Meiderich ist eine historische Sportstätte, denn es entstand im frühen 20. Jahrhundert, diente einst als Heimspielstätte der ersten Mannschaft und fasste zeitweise 27.000 Besucher.
Ab 2023 trägt die Mannschaft ihre Spiele im MTV-Stadion in der Bezirkssportanlage Warbruckstraße im Ortsteil Marxloh des Bezirks Hamborn aus. Das Stadion fasst 5.000 Zuschauer und besitzt eine überdachte Tribüne mit Sitzplätzen.